# 9804 Shrikulkarni
9804 Shrikulkarni eller 1997 NU är en asteroid i huvudbältet som upptäcktes den 1 juli 1997 av den israeliska astronomen Eran O. Ofek vid Wise-observatoriet. Den är uppkallad efter Shrinivas Kulkarni.
Asteroiden har en diameter på ungefär 6 kilometer och den tillhör asteroidgruppen Eunomia.